# Kofun (okres)
Kofun (jap. 古墳時代 Kofun-jidai) – okres w historii Japonii przypadający na lata – w zależności od źródeł – pomiędzy 250 a 538 lub 300 a 562 rokiem n.e.; ogólnie od 2. połowy III wieku do połowy VI wieku.

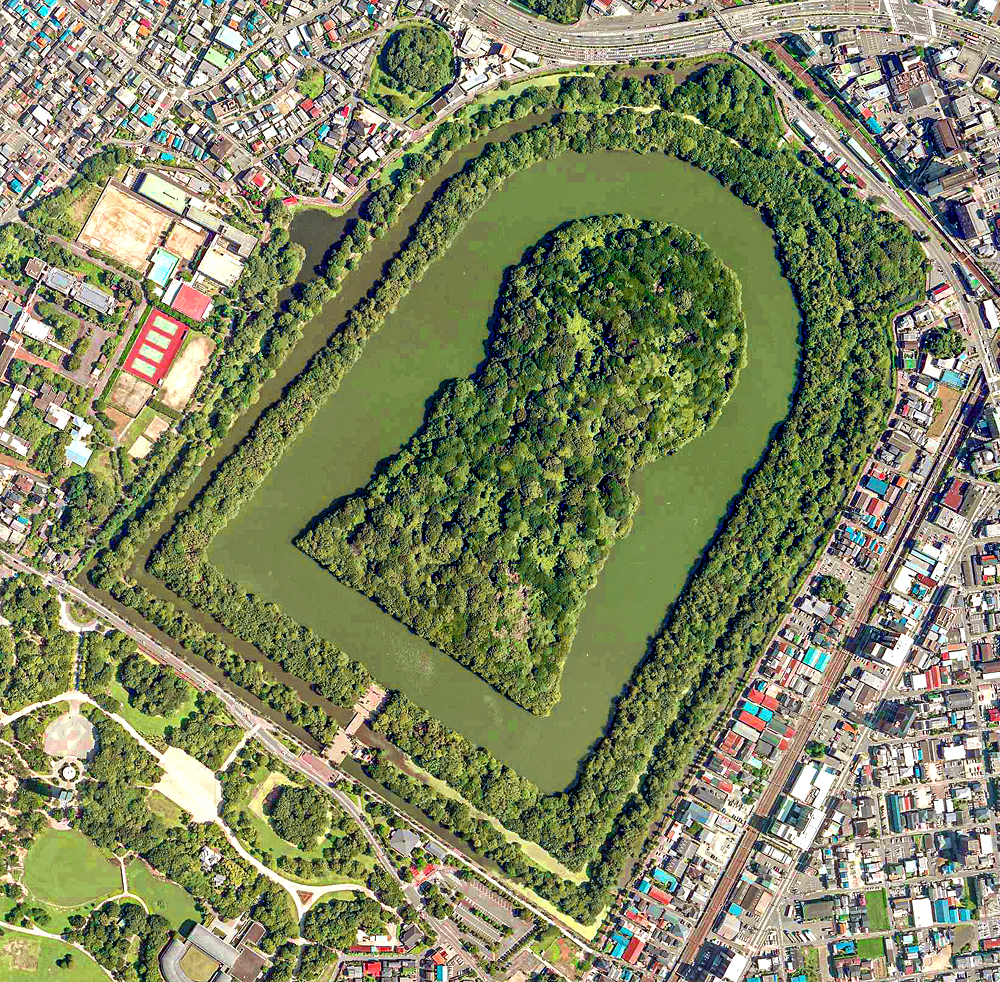
Kofun uważany za grobowiec cesarza Nintoku w Sakai, ma 486 m długości, 305 m szerokości u podstawy i 245 m średnicy

Nazwa pochodzi od kurhanów (kofun) w kształcie dziurek od klucza, które były budowane dla członków klasy rządzącej w tamtym okresie. Ta tradycja przyszła do Japonii z Azji wraz z imigracją ok. III wieku n.e. 
Najwięcej tego typu grobowców powstawało na przełomie IV i V w., co symbolizowało w znacznym stopniu zwiększenie jednolitej władzy ośrodka rządzącego. 
Pod koniec V w. władza przeszła w ręce klanu Yamato, który zdobył kontrolę nad większą częścią wyspy Honsiu (Honshū) i północną częścią Kiusiu (Kyūshū) i w końcu założył japońską linię cesarską, która przetrwała do dzisiejszych czasów.
W okresie tym rozwijało się rolnictwo, hodowla, rzemiosło użytkowe i artystyczne. Głównym surowcem stało się żelazo. 
W sztuce, w przeciwieństwie do kultury okresu Jōmon, dominują postacie męskie – wojownik i rolnik.
Kofun wraz z okresem Asuka składają się na okres Yamato w historii Japonii.